# Ente strumentale
Un ente strumentale (o ausiliario o funzionale), in diritto, indica un ente pubblico che persegue fini propri di un altro ente pubblico (ente principale o ausiliato), sovente territoriale, al quale è legato da vincoli di soggezione.
Gli enti pubblici che non appartengono a questa categoria sono detti enti autonomi e comprendono, tra gli altri, gli enti territoriali.

## Caratteristiche
Alla relazione di strumentalità funzionale con l'ente principale - il perseguimento di fini propri del medesimo - può affiancarsi una relazione di strumentalità strutturale, quando l'ente principale dispone di penetranti poteri d'ingerenza nei confronti dell'ente strumentale: poteri di indirizzo, attraverso i quali stabilisce i fini della sua azione, di direzione, in virtù dei quali gli può impartire direttive, di controllo sugli organi e sugli atti (anche di merito, su certi atti) e di nomina dei titolari degli organi più importanti. In questi casi l'ente strumentale può essere sostanzialmente considerato un complesso di organi e uffici dell'ente principale che, per ragioni tecniche, sono stati distaccati e muniti di una limitata autonomia, oltre che della personalità giuridica. In altri casi, invece, l'ente strumentale, pur soggetto a controlli e altri poteri dell'ente principale, gode di una maggiore autonomia.

## Scopi di utilizzo
Il ricorso ad un ente strumentale per lo svolgimento di un'attività o un complesso di attività è una forma di amministrazione indiretta, in contrapposizione all'amministrazione diretta, nella quale le attività sono svolte dall'ente con propri uffici. Rientrano tra gli enti strumentali anche le agenzie, se dotate di personalità giuridica.

## Nel mondo

### Italia
Nell'ordinamento italiano vi sono numerosi enti strumentali dello stato (ne sono esempi l'ISTAT e le agenzie fiscali, come l'Agenzia delle entrate) che rientrano tra gli enti parastatali. Esistono anche numerosi enti strumentali di enti territoriali locali, soprattutto delle regioni e dei maggiori comuni, come ad esempio alle aziende speciali, che però non fanno parte della pubblica amministrazione italiana.